# 레너드 바
레너드 바(Leonard Barr, 본명: 레너드 배러, 본명 영어: Leonard Barra, 1903년 9월 27일 ~ 1980년 11월 22일)는 미국의 연극배우 겸  희극 영화배우이다.

## 생애
1922년 연극배우 첫 데뷔하였고 이후 희극배우로도 활약하여 이름을 날렸으며 1938년에는 가수로도 데뷔하였고 이듬해 1939년에는 뮤지컬 배우로도 데뷔하였으며 1959년 미국 영화 《Gangster story》로 영화음악연출가 데뷔하였고 이후 텔레비전 드라마에도 출연하였으며 1971년 미국 영화 《Evil Roy Slade》의 조연으로 영화배우 데뷔하였다.

## 친족 관계
그는 가수 겸 희극영화배우 딘 마틴(Dean Martin)의 외숙부이기도 하다.